# Jörg Kudlich
Jörg Kudlich (* 9. April 1936 in Troppau, Tschechoslowakei; † 12. Juli 2009 in Herrsching am Ammersee) war ein deutscher Jurist und Politiker der CSU. Kudlich war in der bayerischen Landespolitik sowie in den Verbänden der Sudetendeutschen tätig und Ministerialrat im Bayerischen Staatsministerium für Arbeit und Sozialordnung, Familie und Frauen.

## Leben
Jörg Kudlich war von 1976 bis 1982 stellvertretender Bundesvorsitzender und von 1983 bis 1987 Bundesvorsitzender der Sudetendeutschen Landsmannschaft. Als Bundesvorsitzender war Kudlich Nachfolger des CSU-Bundestagsabgeordneten Walter Becher und Vorgänger des CSU-Abgeordneten und bayerischen Ministers Franz Neubauer. Zusätzlich war er führendes Mitglied mehrerer weiterer sudetendeutscher Organisationen. So war er von 1982 bis 1987 Generalsekretär des Sudetendeutschen Rats, von 1992 bis 2000 Vorsitzender des Sudetendeutschen Archivs und von 1997 bis 2006 Vorsitzender des Heimwerks e. V., des Trägervereins des Adalbert-Stifter-Wohnheims in Waldkraiburg. Außerdem war er Mitglied des Collegium Carolinum. Die Deutsche Gildenschaft führte Kudlich als Mitglied.
Kudlich wurde regelmäßig zwischen 1963 und 2007 zum Mitglied der Bundesversammlung gewählt.

## Auszeichnungen
Für seine vielseitigen und uneigennützigen Aktivitäten zugunsten seiner alten Heimat und der Bewahrung der kulturellen Identität der sudetendeutschen Volksgruppe wurde im Jahr 1998 an Kudlich das Bundesverdienstkreuz am Bande verliehen. Diese Auszeichnung überreichte der damalige Staatssekretär im bayerischen Arbeitsministerium Joachim Herrmann.
Im Jahr 2000 wurde Kudlich für seine landsmannschaftliche Tätigkeit in der Arbeitsgemeinschaft für kulturelle Heimatsammlungen mit der August-Sauer-Plakette ausgezeichnet.

## Verwandtschaft
Kudlich ist ein Urgroßneffe des „Bauernbefreiers“ Hans Kudlich. Sein Großvater Walter Kudlich (1857–1930) war von 1908 bis 1919 Bürgermeister, der Onkel Reinhart Kudlich (1902–1943) von 1938 bis 1943 Oberbürgermeister von Troppau. Der Vater Werner Kudlich (1903–1945) war Direktor des Schlesischen Landesmuseums Troppau, dem heutigen Slezské zemské muzeum Opava. Jörg Kudlich hatte drei Geschwister und war verheiratet mit Gisela geb. Gsottschneider aus Waldmünchen. Sie hatten eine Tochter (Annegret) und zwei Söhne (Wolfram, Hansjörg).